# Micheli Tomazela Pissinato
Micheli Tomazela Pissinato (ur. 28 marca 1984 w Tietê) – brazylijska siatkarka, grająca na pozycji środkowej. Od sezonu 2014/2015 występuje w niemieckiej Bundeslidze, w drużynie Allianz MTV Stuttgart.

## Sukcesy klubowe
Mistrzostwo Szwajcarii:
- 2006, 2008, 2009
- 2005

Puchar Szwajcarii:
- 2009

Puchar Niemiec:
- 2015[2], 2017

Mistrzostwo Niemiec:
- 2019
- 2015[3], 2016, 2017, 2018

Superpuchar Niemiec:
- 2016